# Asplundia nonoensis
Asplundia nonoensis är en enhjärtbladig växtart som beskrevs av Gunnar Wilhelm Harling. Asplundia nonoensis ingår i släktet Asplundia och familjen Cyclanthaceae. IUCN kategoriserar arten globalt som starkt hotad. Inga underarter finns listade.